# Car Ripert
Pour les articles homonymes, voir Ripert.

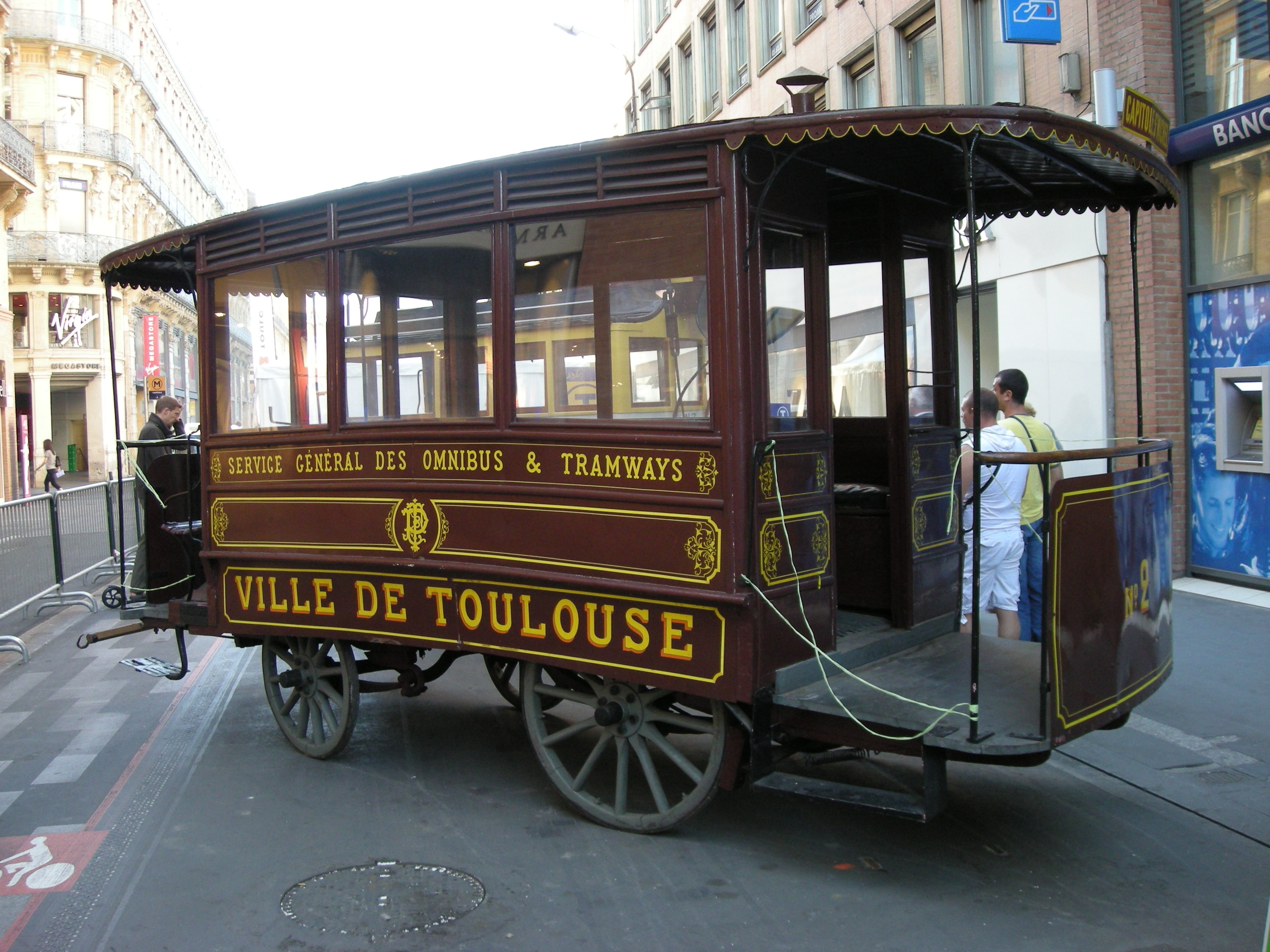
Car Ripert mis en service à Toulouse en 1881.

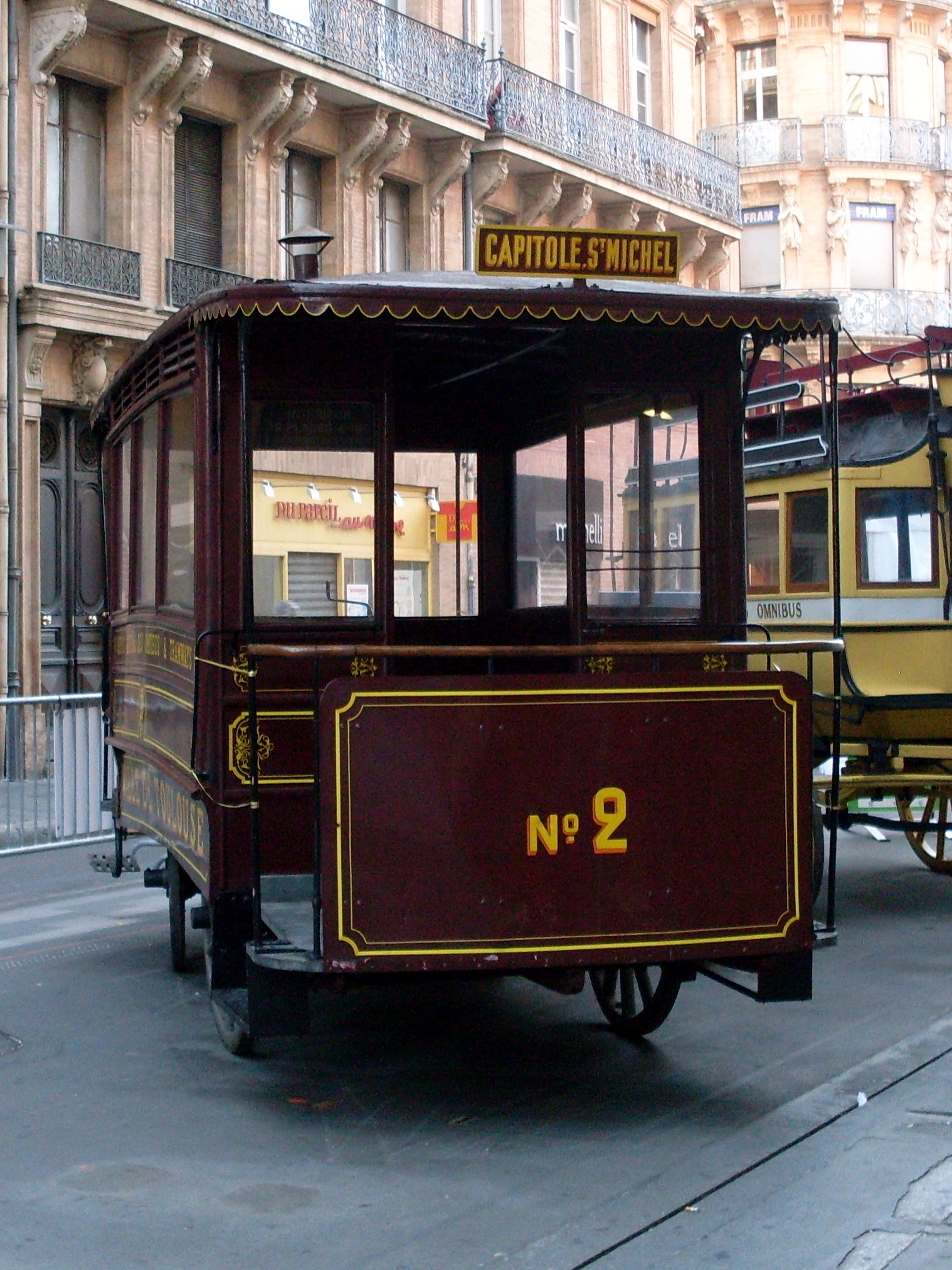
Car Ripert, plateforme.

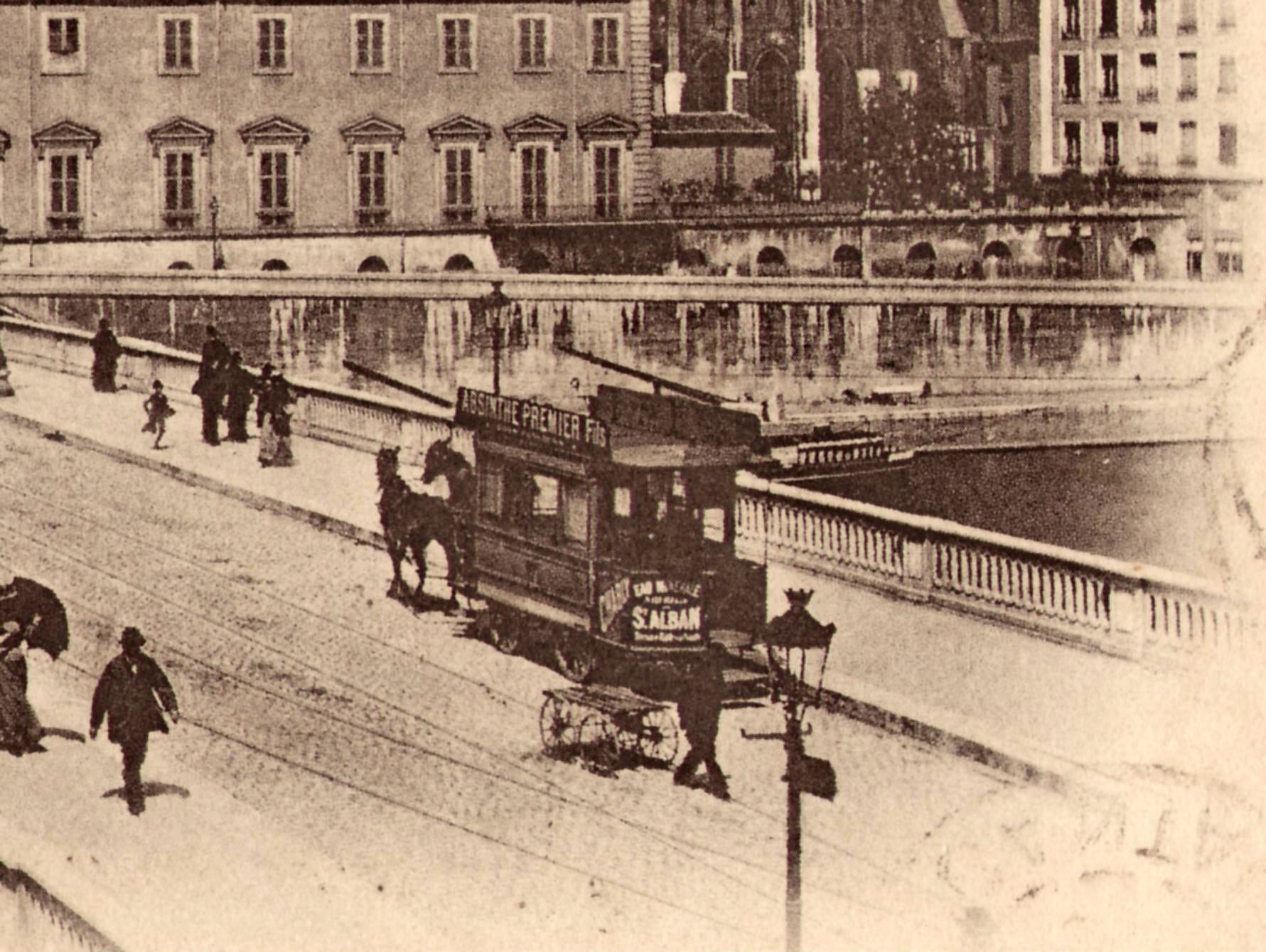
Car Ripert à Lyon.

Le Car Ripert, de son nom complet Tram Omnibus Car Ripert, inventé et fabriqué par le carrossier marseillais Antoine Ripert à partir de 1870, est un type de voiture hippomobile de transports en commun ou omnibus.

## Caractéristiques
L’innovation d’Antoine Ripert réside dans l’adaptation d’une caisse de tramway, véhicule sur rails, à un véhicule routier, donc affranchi de la contrainte de la voie, ce qui lui permet  de se libérer facilement d’un encombrement de circulation, ou de modifier son itinéraire, ce que ne peut faire un tramway tributaire de ses voies. Le Car Ripert est attelé de deux chevaux, alors qu'un seul cheval suffit à un tramway sur rails. Il est doté d’une plateforme à chaque extrémité — le conducteur sur la plateforme avant, le contrôleur à l’arrière — et peut transporter entre douze et vingt-six passagers, assis sur deux banquettes longitudinales. Il représente un progrès sur l’ancien omnibus à impériale, plus lourd et moins maniable. 
Le Car Ripert est conçu pour circuler éventuellement sur les rails d’un tramway existant, ce qui facilite la traction. Sinon, une cinquième roue placée sur la flèche de l’attelage peut aussi s’insérer dans un rail de tramway pour assurer la direction. Le train avant a un rayon de braquage très réduit, et un faible empattement, ce qui lui donne une grande maniabilité. L’éclairage, tant extérieur qu’intérieur, est fourni par deux lampes à pétrole placées à chaque extrémité. Les voitures peuvent être livrées fermées, avec vitres et aération par des jalousies hautes, soit en version « été », ouvertes. La suspension par ressorts est assez rudimentaire, ce qui réduit son confort.
Le nom est une référence redondante aux transports en commun puisqu’on y trouve tram(way), omnibus, et car, qui à l’époque n’est pas l’aphérèse actuelle d’« autocar », ni même le nom anglais de l’automobile encore inexistante, mais une abréviation du nom américain du tramway, streetcar. C’est pourquoi il est écrit à l’époque comme une marque (même fautivement « Cars-Ripert », voir ci-dessous), avec une majuscule, alors que la tendance actuelle est de le confondre avec le nom commun.[réf. nécessaire]

## Utilisation
Le Car Ripert est adopté par de nombreuses villes, notamment celles qui possèdent déjà un réseau de tramways et pour lesquelles il constitue une alternative pour les lignes à faible trafic. Il est utilisé en Belgique, en Suisse, en Espagne (Barcelone), au Portugal (Porto), et un véhicule très semblable est fabriqué à Hambourg (Allemagne). On le trouve à Saint-Étienne, Roanne, Grenoble, Dijon, Caen, Le Mans, Troyes, Lyon et à Bâle. À Toulouse, il est en service de 1881 à 1913. À Lyon, l’exploitation de ces voitures peintes en jaune semble avoir été arrêtée en 1894, comme en témoigne un article nostalgique signé Victor Bergeret dans un numéro du Petit Lyonnais : 
Saigne mon cœur, pleurez mes yeux,
Ma douleur est grande et profonde !
Je n’ai plus ma voiture blonde,
Le Cars-Ripert de mes aïeux !
Son utilisation cesse définitivement après la Première Guerre mondiale.